# 永福出入口

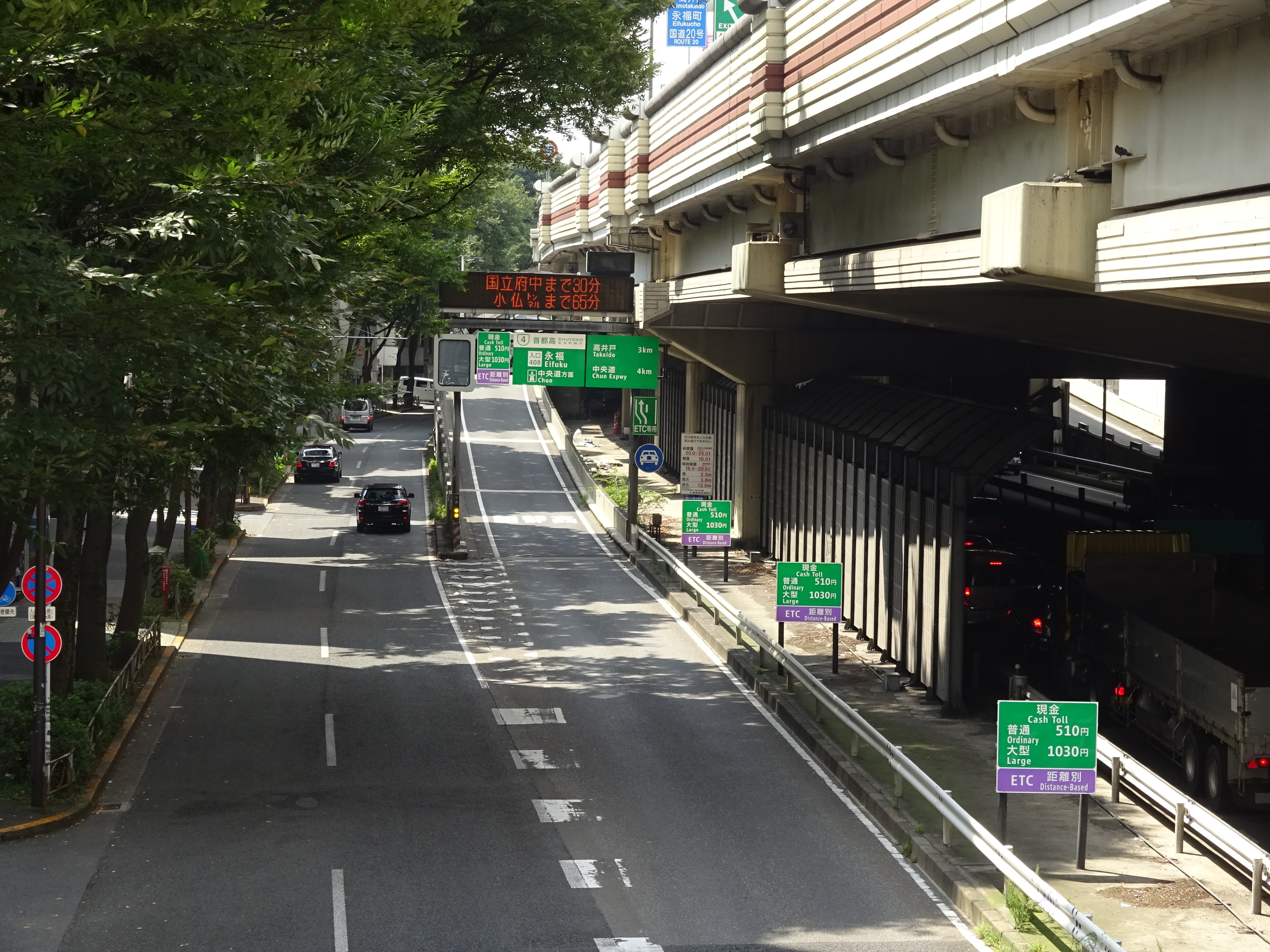
下り線入路（2015年9月）

永福出入口（えいふくでいりぐち）は、東京都杉並区と世田谷区の区境付近に位置する首都高速4号新宿線のインターチェンジである。
上下線双方の出口・入口とも設置されているフルインターチェンジとなっており、甲州街道（国道20号）に接続している。構造は変形ダイヤモンド型であり、首都高速の高架下を並行する国道20号と接続しているが、入出路と甲州街道の松原和泉立体（井の頭通りとの交点）が近接していることなどから、甲州街道とは同街道の側道との接続となっている。
下り線入路
首都高速4号線の下り線では最後の入路。高井戸ICには下り線の入口が設置されておらず、中央道を起点から走行する場合には、中央道への実質的な最寄り入路となる。永福入路から高井戸の区間は特定料金区間となっており、東京線の均一料金とは別の安価な料金（特定料金区間(1)：普通車300円/大型車600円が全車両に設定されている。なお、首都高速は2012年から距離別料金制に移行しているが、ETC搭載車については中央道にそのまま進入する場合は、距離制料金の普通車500円/大型車1000円から会社間乗継割引の普通車200円/大型車400円が適用されて、移行前と同様の金額である普通車300円/大型車600円となるが、永福→高井戸のみの利用での特定料金は廃止となる。また、本来であれば距離制料金の最高額が適用される現金払いについても永福→高井戸・中央道についてはETC利用時の距離制料金と同額である普通車500円/大型車1000円となる。
上り線出路
ETC車両にのみ特定料金（前節参照）が適用される。永福料金所で東京線均一料金が一旦徴収処理され、出口ランプにて払い戻しの処理が行われる。ETCを利用しない場合については、出口ランプに料金所施設を設置する余地がない等の理由から特定料金の適用はない。
上り線においては、東京都区内の主要な環状道路である環七通りへの最寄り出路である。

## 周辺
- 築地本願寺和田堀廟所
- 明治大学和泉キャンパス
- 明大前駅
- 下高井戸駅
- 国道20号（甲州街道）
- 東京都道318号環状七号線（環七通り）